# Jimmy Bond
James E. „Jimmy“ Bond (* 27. Januar 1933 in Philadelphia, Pennsylvania; † 26. April 2012) war ein US-amerikanischer Bassist und Tubist des Modern Jazz.
Jimmy Bond lernte auf der High School das Bassspiel, graduierte 1955 an der Juilliard School of Music in New York und begann seine Musikerkarriere in den Bands von Gene Ammons, Louis Bellson, Charlie Parker, Chet Baker (1955/56; etwa Early Chet: Chet Baker in Germany 1955–1959), Lawrence Marable (1956), Nina Simone (1957), Ella Fitzgerald (1956/57) und 1957 bei Buddy DeFranco. 1958 wirkte er in der Band von George Shearing in dem Film Jazz on a Summer’s Day vom Newport Jazz Festival mit. Von 1959 bis 1961 war er Mitglied der Band von Paul Horn (Something Blue, 1960), spielte auch mit Elmo Hope 1959 im Trio, Art Pepper (Smack Up!, 1960), Joe Gordon (Lookin’ Good, 1961). Außerdem arbeitete er in Gerald Wilsons Bigband, bei Jimmy Witherspoon, Paul Moer und Plas Johnson.
In den 1960er und 1970er Jahren arbeitete Bond vorwiegend als Studiomusiker, so mit Randy Newman, den Jazz Crusaders, Phil Spector und anderen. Bond gehörte zu den wenigen Studiomusikern, die auch das Spiel mit dem elektrischen Bass beherrschten und wirkte daher auch bei experimentelleren Projekten mit, wie bei frühen Aufnahmen von Tim Buckley oder bei Frank Zappas Album Lumpy Gravy. Überdies begleitete er den texanischen Bluessänger Lightnin’ Hopkins.

## Lexikalische Einträge
- Richard Cook, Brian Morton: The Penguin Guide to Jazz on CD, LP and Cassette. 2. Auflage. Penguin, London 1994, ISBN 0-14-017949-6.
- Richard Cook, Brian Morton: The Penguin Guide to Jazz on CD. 6. Auflage. Penguin, London 2002, ISBN 0-14-051521-6.
- Leonard Feather, Ira Gitler: The Biographical Encyclopedia of Jazz. Oxford University Press, New York 1999, ISBN 0-19-532000-X.